# Only Love
"Only Love"  é uma canção da cantora americana Mary J. Blige. Foi lançada como single digital em 12 de Julho de 2018 e alcançou a posição 5 na parada Adult R&B Songs da Billboard, quebrando recordes e fazendo de Mary J. a artista com mais músicas top 10 na parada.

## Composição
Foi escrita por  Lucky Daye, Prince Charlez, Blige e produzida por Pop & Oak. A faixa ainda contém interpolações de "Doctor Love" escrita por Ron Tyson, Norman Harris, Allan Felder e performada por First Choice.

## Faixas e formatos
| Download Digital |             |         |  |
| N.º              | Título      | Duração |  |
| 1.               | "Only Love" | 3:46    |  |

## Desempenho nas tabelas musicais
| \| Tabela musical (2018) \| Melhor posição \| \| ------------------------------------------- \| -------------- \| \| Estados Unidos (Adult R&B Songs)[6] \| 5 \| \| Estados Unidos (R&B Digital Songs Sales)[7] \| 20 \| |                |
| Tabela musical (2018) | Melhor posição |
| Estados Unidos (Adult R&B Songs) | 5              |
| Estados Unidos (R&B Digital Songs Sales) | 20             |

## Histórico de lançamento
| País  | Data                | Formato          | Gravadora                         |
| ----- | ------------------- | ---------------- | --------------------------------- |
| Mundo | 12 de Julho de 2018 | Download digital | Republic Records, Universal Music |
| Mundo | 12 de Julho de 2018 | Streaming        | Republic Records, Universal Music |